# Adriaen Pietersz van de Venne
Pour l’article homonyme, voir Jan van de Venne.
Adriaen Pietersz. van de Venne (1589, Delft - 12 novembre 1662, La Haye) est un peintre, graveur et poète néerlandais du siècle d'or. Il est connu pour ses peintures de scènes de genre, d'allégories, de portraits et de scènes historiques.

## Biographie

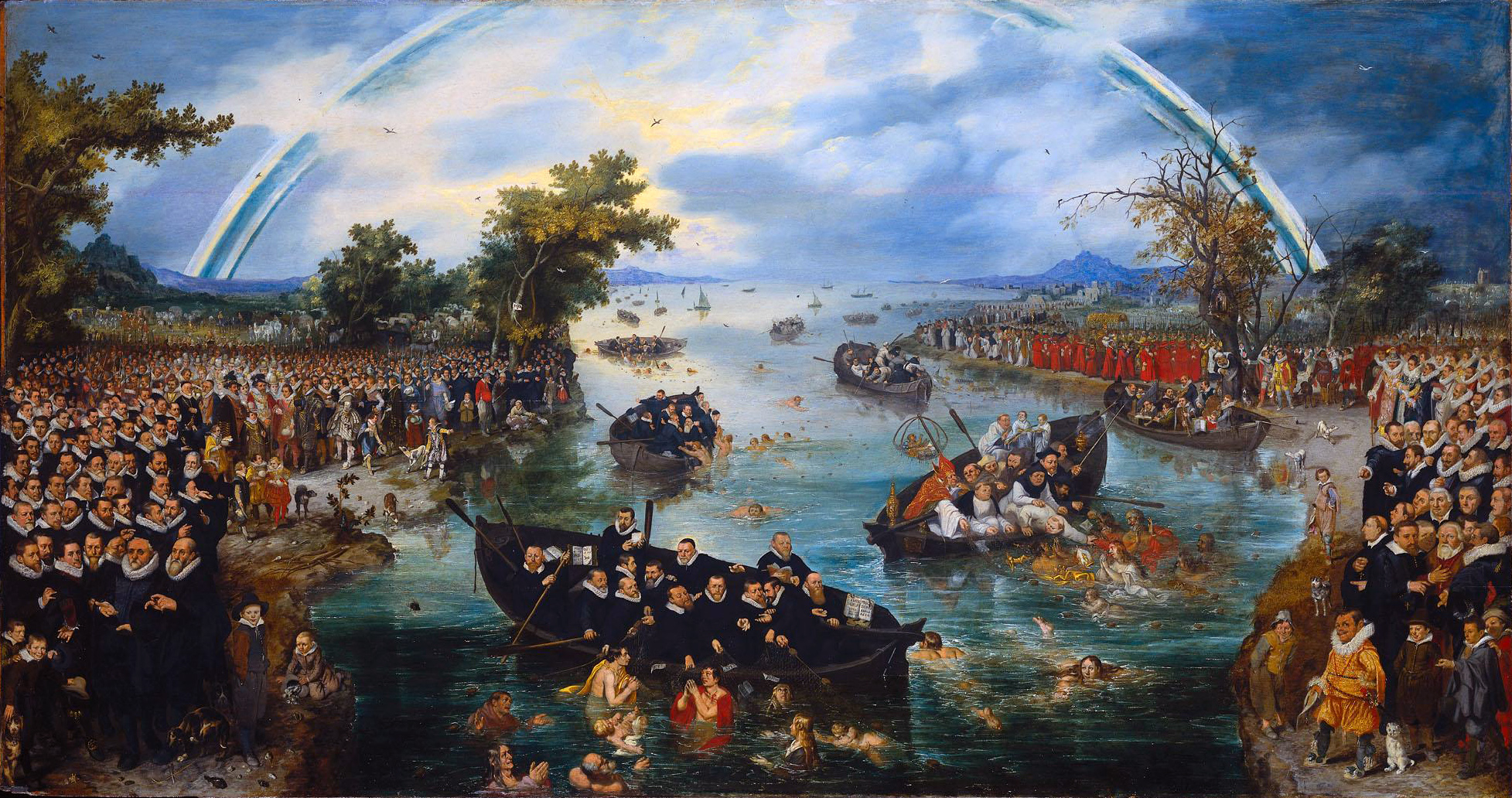
La Pêche aux âmes, 1614
Rijksmuseum, Amsterdam

Adriaen Pietersz. van de Venne est né en 1589 à Delft aux Pays-Bas.
En 1605, il s'inscrit à l'Université de Leyde pour étudier le latin. Il étudie également la peinture auprès du maître-orfèvre Simon de Valk à Leyde, et la gravure auprès du peintre de grisailles Hieronymus Van Diest à La Haye. Après un court passage à Anvers en 1607, il s'installe à Middelbourg en 1608. Il est influencé par les peintres Pieter Brueghel l'Ancien et Jan Brueghel l'Ancien. La plus célèbre de ses œuvres, La pêche aux âmes, est un tableau politique qui représente avec ironie la guerre de Quatre-Vingts Ans opposant les protestantisme et les catholicisme, et séparant les Pays-Bas du Nord des Pays-Bas du Sud le long de la rivière de l'Escaut, non loin de Middelbourg. Le tableau est peint en 1614 alors que la trêve de douze ans signée en 1609 par les deux camps est en vigueur. L'influence de Jan Brueghel l'Ancien est particulièrement visible au travers de cette allégorie du fanatisme religieux.
À partir de 1620 jusqu'à sa mort, il peint de nombreuses grisailles et des gravures illustrant des scènes de genre montrant des paysans, des vieillards, des clochards, des fous et des voleurs. Ces œuvres viennent souvent illustrer des maximes et des proverbes, la plupart d'entre eux issus de Jacob Cats. Ce travail d'illustration fait la popularité de van de Venne au XVIIe siècle, et sa renommée perdurera au XVIIIe siècle. En 1625, l'artiste quitte Middelbourg et s'installe à La Haye. Il devient membre de la Guilde de Saint-Luc de La Haye cette même année. En 1637, il est nommé doyen de la guilde des peintres. En 1656, il fonde avec d'autres peintres de La Haye la Confrérie Pictura, une association qui a pour but d'améliorer le statut indépendant et la position sociale des artistes aux Pays-Bas.
Il meurt le 12 novembre 1662 à La Haye.

## Œuvres

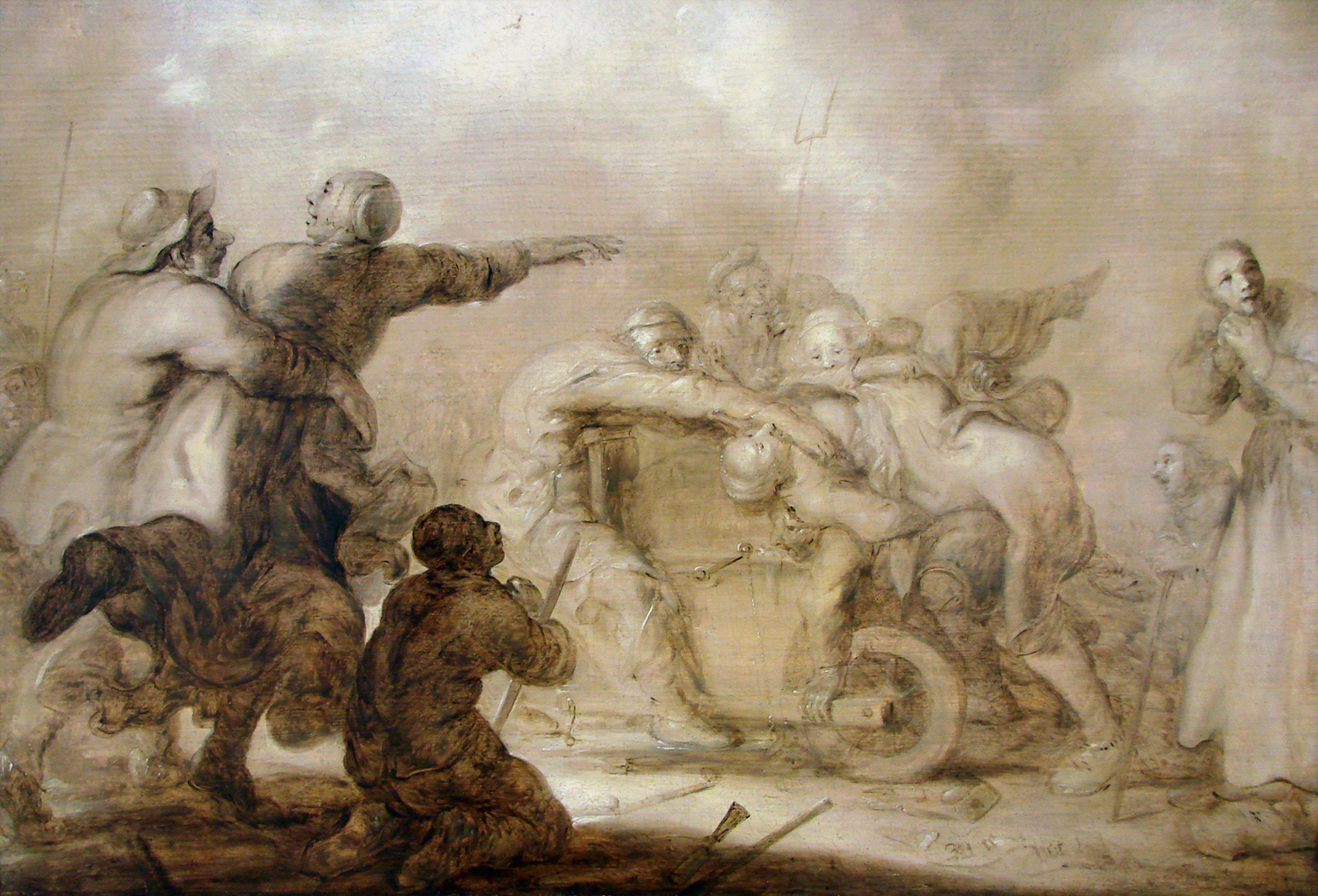
Œuvre intitulée Al te bot!, "Tous stupides!", Grisaille d'Adriaen van de Venne, Musée des Beaux-Arts de Lille

- Le Départ d'un dignitaire de Middelburg  (1615), huile sur panneau, 63 × 132 cm, Rijksmuseum, Amsterdam[2]
- Satire sur la politique néerlandaise en 1619[3], Rijksmuseum, Amsterdam
- La Pêche aux âmes (1614), huile sur panneau, 98 × 188 cm, Rijksmuseum, Amsterdam[4]
- Allégorie de la trêve de 1609 entre Albert, archiduc d'Autriche, gouverneur des Pays-Bas du Sud, et les Pays-Bas du Nord représentés par les princes d'Orange[5], Musée du Louvre, Paris
- La Parabole de l'enfant prodigue, Gemäldegalerie Alte Meister, Cassel